# Raid de Stoneman (1863)
Guerre de Sécession
Batailles
Campagne de Chancellorsville
- Chancellorsville
- 2e Fredericksburg
- Salem Church
- Raid de Stoneman

Le raid de Stoneman, qui s'est déroulé du 13 avril au 7 mai 1863 sur le théâtre oriental de la guerre de Sécession, est une opération de la cavalerie de l'Union qui précède la bataille de Chancellorsville (30 avril au 6 mai 1863). Cette expédition, visant à couper les lignes d'approvisionnement des Confédérés et à opérer une diversion sur leurs arrières en dévastant les alentours de Richmond, est loin d'être un succès. Les causes de ce demi-échec sont les pluies torrentielles et le manque de pugnacité du major-général George Stoneman, heureusement compensé par les qualités de son adjoint John Buford.

## Stratégie

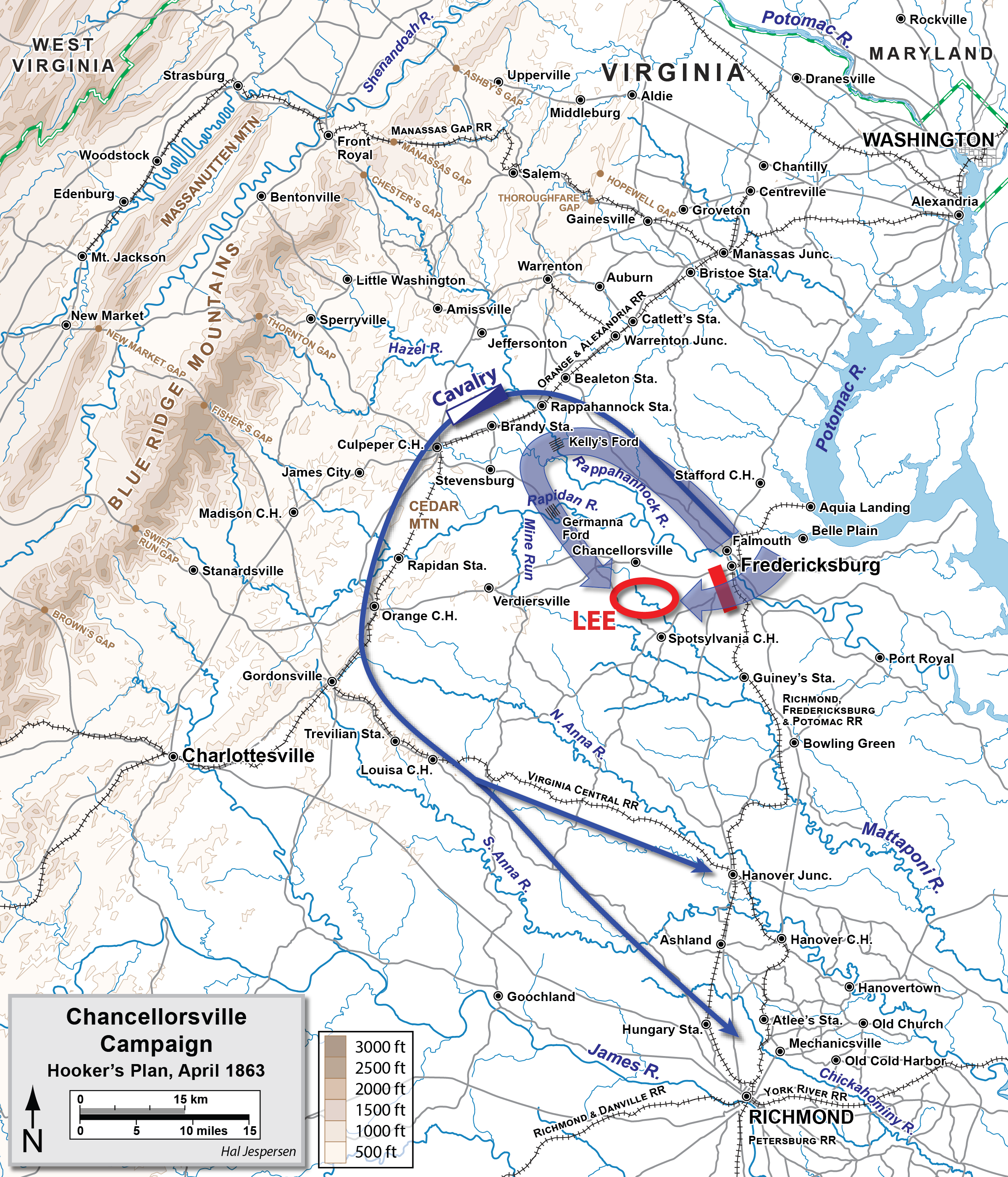
Plans de campagne de Hooker à Chancellorsville. Le raid de cavalerie de Stoneman est figuré en pointillés.
Confédérés
Union

En avril 1863, le major-général unioniste Joseph Hooker lance son armée du Potomac à l'assaut de l'armée de Virginie du Nord commandée par Robert Lee et retranchée au-dessus de Fredericksburg. Hooker pense que s'il arrive à couper les lignes d'approvisionnement de Lee, il l'obligera à reculer, et il envoie à cet effet sa cavalerie attaquer la ligne de chemin de fer Orange-Alexandria.

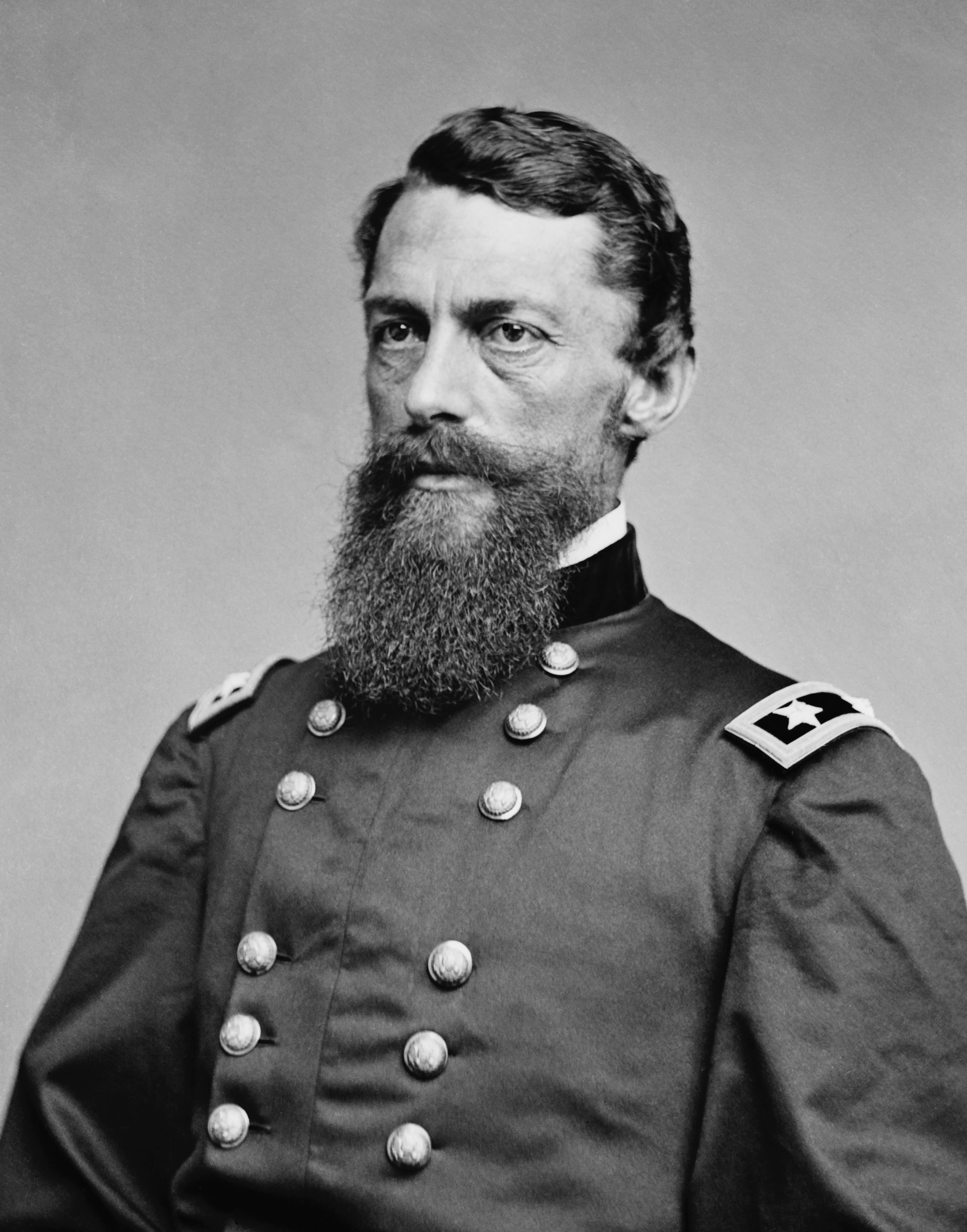
George Stoneman.

Le contingent de cavalerie, baptisé « Brigade de réserve », nouvelle formation qui englobe la majorité des unités de cavalerie régulière servant dans l'est, est fort de 10 000 hommes. Il a pour chef le major-général George Stoneman, auquel Hooker a pris la précaution de donner comme adjoint un officier énergique et capable : John Buford. Le corps expéditionnaire devra s'insinuer entre l’armée de Lee et Richmond, la capitale confédérée et couper la voie ferrée à Gordonsville.
La bonne tenue de la cavalerie de l'Union lors de la récente bataille de Kelly's Ford (17 mars 1863) face aux cavaliers confédérés jusque-là dominateurs est d'ailleurs de bon augure. Le 12 avril, Hooker écrit à Stoneman : « Votre mot de passe sera : bataille - et vos ordres : bataille, bataille, bataille. », ordres reflétant bien le caractère ambitieux et risqué de l'opération.

## Un départ difficile
Le 13 avril 1863, à 8 heures du matin, la brigade Buford (composée des 1er, 2e, 5e, et 6e régiments de cavalerie) quitte le camp de Falmouth, en Virginie. Dès le lendemain, ils sont accrochés par l'ennemi au gué de Kelly's Ford : les confédérés leur tirent 13 coups de leurs canons Parrot de 10 livres, les 4 canons de la batterie du lieutenant Elder répliquent en tirant 12 coups, et les batteries confédérées se retirent. La traversée à Kelly's Ford étant impossible, les fédéraux cherchent un gué moins bien défendu.
Selon le rapport officiel de Buford, ses cavaliers atteignent ensuite Rappahannock-Bridge le 15 avril et sont prêts à traverser, mais les ordres sont d'attendre les instructions.
Malheureusement pour la cavalerie de l'Union, de fortes pluies commencent à tomber, transformant les routes en bourbiers et les ruisseaux en torrents furieux. Ce n'est que le 29 avril, près de deux semaines plus tard, que la « Brigade de réserve » peut traverser la Rappahannock à Kelly's Ford.
Dans son rapport, Buford donne des détails sur ces conditions catastrophiques : « Le 15 à 11h, le gué n'était franchissable qu'à la nage. […] À ce moment, la campagne ressemblait à la mer. Le régiment arriva à Morrisville le 16, après avoir dû traverser le Marsh Run (Ruisseau des Marais) à la nage. […] Partis pour Kelly's Ford, qu'on ne put atteindre à cause des mauvaises routes et du brouillard. […] Entre l'arrivée de la brigade à Rappahannock Bridge (le 15) et la traversée de la rivière (le 29), il semblait que les éléments se liguaient contre notre progression ; je n'ai jamais vu ni de telles pluies ni de telles routes... »

## Le raid

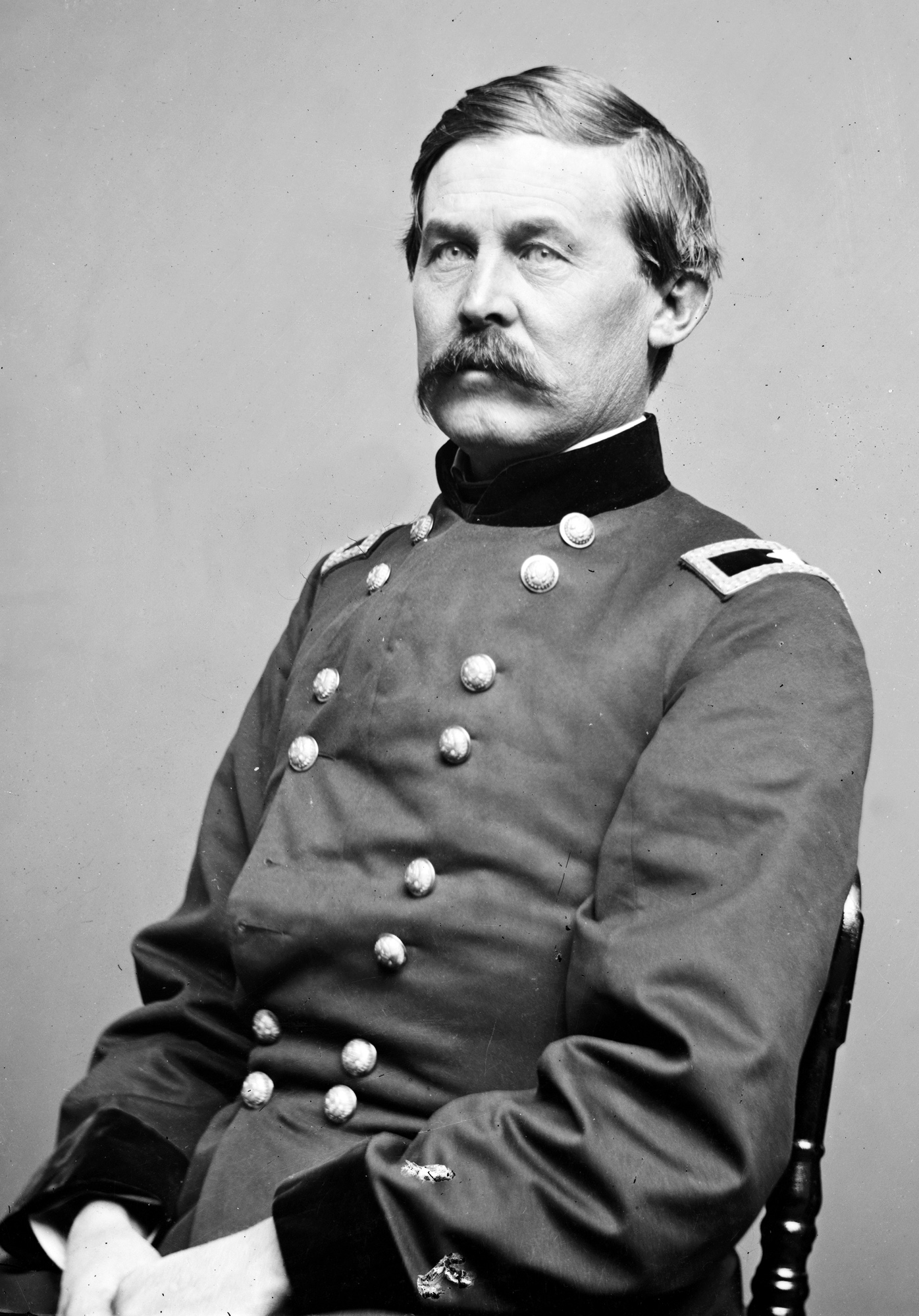
John Buford

Le 29 et le 30 avril 1863, les cavaliers de Buford avancent en battant la campagne : ils doivent chercher des gués praticables pour franchir des torrents qui ne sont en temps normal que de simples ruisseaux. La forme et le moral des hommes sont en baisse : des escouades d'éclaireurs confédérés les accrochent, leurs rations sont détrempées, ils ne peuvent se sécher car il leur est interdit d'allumer du feu, de peur de se faire repérer. Leurs montures souffrent encore plus : les chevaux estropiés et abandonnés, ou morts d'épuisement, jalonnent la route de Stoneman.
Mais le 2 mai, la cavalerie de Buford bivouaque sur la rive sud de la rivière North Anna : les fédéraux sont arrivés près de Richmond, leur objectif, et peuvent commencer activement leur travail de destruction des infrastructures. Le 2 mai, le capitaine fédéral Myles Keogh, avec la compagnie C du 5e de cavalerie de l'Union (compagnie dirigée par le lieutenant britannique Walker) capture à Thompson's Cross Roads un convoi de 15 chariots ; Keogh attribue immédiatement les 60 mules capturées aux soldats dont les chevaux sont hors service. À Louisa, le capitaine Lord, détaché vers Tolersville et Frederickshall avec son 1er régiment de cavalerie, détruit la voie ferrée et brûle le pont surplombant la North Anna, sur la route venant de Fredericksburg.
Le 4 mai, le capitaine James E. Harrison, avec ce qui reste du 5e de cavalerie, fait face à la cavalerie confédérée commandée par le fils de Robert Lee, William Henry Fitzhugh Lee (dit Rooney Lee). C'est le premier engagement sérieux depuis le début du raid, et les forces confédérées, nettement supérieures en nombre, avancent en confiance. « Les sudistes continuent d'avancer, écrit Harrison, leurs porte-guidons s'écartent. Comme mes vedettes et mes éclaireurs à pied sont restés en avant, je décide de charger, afin de donner à mes hommes une chance de revenir avec leurs montures. En nous voyant charger, les confédérés, qui ne connaissent pas notre force, ralentissent. Nous en profitons pour accélérer. Quand ils se rendent compte que nous sommes très peu nombreux, ils font sonner la charge eux aussi, et nous nous rencontrons juste à l'endroit où la route sort du bois, sur un terrain dégagé d'environ un acre. Je me rends comte que nous sommes engagés contre environ un millier d'hommes. Le choc de la rencontre est si fort qu'il renverse les chevaux de notre première ligne. Je combats aussi longtemps que je le pense prudent puis, comme nous sommes submergés par le nombre, nous tournons bride et faisons retraite sur la route de Yanceyville ».
Le 5 mai, les fédéraux n'ont plus que 646 chevaux valides. Buford les utilise pour retourner à Louisa et Gordansville, où il se rend compte que les confédérés ont réparé en partie les dégâts causés peu de temps auparavant par les unionistes. Ces derniers recommencent à tout détruire, mais à la tombée de la nuit, ils sont attaqués par un fort contingent d'infanterie sudiste, accompagné d'artillerie. Ils réussissent à s'échapper.
Cette seconde attaque sur Gordansville est en fait une ruse destinée à masquer le départ du gros des cavaliers fédéraux vers leur base et à protéger leur retraite. Comme l'a écrit le colonel George B. Stanford : « Buford était vraiment l'homme à qui ce genre de travail devait être confié ».
Pendant trois jours et trois nuits, Buford et ses hommes assurent à l'arrière-garde la protection de la retraite des fédéraux. Ils sont si épuisés qu'ils s'endorment en selle, sur leurs chevaux étiques dont le dos est à vif. Et non seulement il leur faut rejoindre les troupes de Hooker, en pleine débandade après leur défaite de Chancellorsville, mais il leur faut aussi se battre avec les rivières en crue.
Du 6 mai - date de leur jonction avec Stoneman - au 10 mai, les hommes de Buford rentrent lentement au dépôt de Falmouth, où ils sont ensuite mis au repos. La retraite menée par Buford reste un des rares épisodes mémorables d'un raid bien moins efficace (malgré les louanges qui fleurissent dans la presse nordiste) qu'on ne l'avait espéré.

## Épilogue
À l'inverse de Buford, Stoneman n'a guère excellé durant la campagne de Chancellorsville, sans doute parce qu'il souffrait d'hémorroïdes chroniques, aggravées par l'équitation. Hooker, qui a besoin d'un bouc émissaire, le rend responsable de l'échec de l'armée fédérale, et lui retire son commandement. Stoneman part se soigner à Washington, D.C.. En juillet 1864, il est affecté à un poste sédentaire dans la capitale : chef du Bureau de la Cavalerie.

Buford est promu commandant de division de cavalerie. Dans son rapport officiel sur le raid, il signale le mérite de ses sept adjoints : 
« 
Mes capitaines, Myles W. Keogh, Joseph O'Keeffe, et Theodore C. Bacon, ainsi que les lieutenants John Mix, Peter Penn Gaskell, Philip Dwyer et William Dean ont tous fait de leur mieux et m'ont rendu de grands services : infatigables et zélés, ils m'ont considérablement facilité la tâche, et ont maintenu un excellent moral dans la brigade.
 »
Le raid, qu'il ait été un succès ou non, contribue grandement à fortifier chez les cavaliers fédéraux le sentiment de fierté et de confiance en soi qui naissait chez eux. Et si le capitaine Merritt (du 1er régiment de cavalerie du Maine) a exagéré en écrivant que le raid de Stoneman avait été « l'une des plus remarquables réussites de l'histoire de la guerre moderne », un de ses hommes a, en revanche, bien résumé son impact sur le moral des cavaliers : « pour les gars, avoir participé au raid de Stoneman a toujours été par la suite un motif de fierté ». D'ailleurs la bataille de Brandy Station (9 juin 1863) prouvera bientôt aux cavaliers fédéraux qu'ils sont maintenant les égaux des cavaliers confédérés, surtout s'ils sont bien soutenus par l'infanterie et l'artillerie.
En 1864 et 1865 Stoneman lancera d'autres raids en territoire confédéré. Celui qui débute le 24 mars 1865, juste avant la fin de la guerre de Sécession, est resté dans les mémoires locales comme un exemple de destruction totale.